# Вагові густиноміри

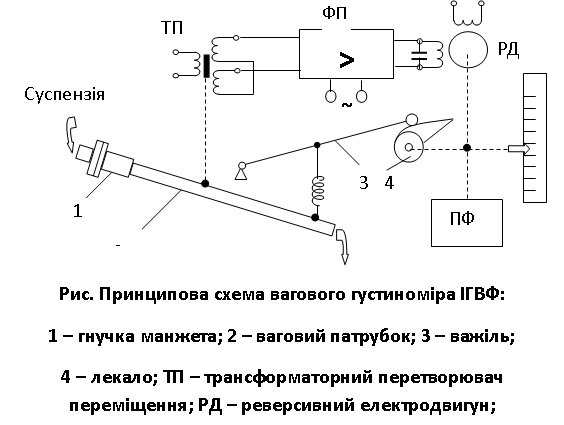

Ваговий густиномір. Для контролю суспензій з великою густиною, наприклад, магнетитових, можуть застосовуватися надійні вагові густиноміри. Принципова схема густиноміра ІГВФ (індикатор густини ваговий феродинамічний) показана на рис.
Принцип роботи густиноміра полягає в автоматичному вимірюванні маси суспензії певного об’єму, що протікає через ваговий патрубок (2). У приладі використано компенсаційний принцип вимірювання маси патрубка з суспензією. 
При збільшенні маси суспензії (збільшенні її густини) ваговий патрубок, завдяки наявності гнучкої манжети (1), опускається.
Осердя трансформаторного перетворювача (ТП), жорстко закріплене до патрубка, зміщується відносно свого нейтрального положення. Це спричиняє появу на вході підсилювача (ФП) напруги. 
Посилений сигнал спричиняє обертання ротора двигуна (РД), останній повертає лекало (4) в такому напрямі, щоб за допомогою важеля (3) і пружини підвести патрубок у початковий стан, осердя при цьому займає знову нейтральне положення. Сигнал на вході підсилювача зникає, ротор РД зупиняється, пов’язана з ним система реєстрації фіксує нове значення густини суспензії.